# Vrin (Grisons)
Pour les articles homonymes, voir Vrin.
Vrin est une localité et une ancienne commune suisse du canton des Grisons, située dans la région de Surselva.
Le centre du village et « uclauns » ainsi que la « Baselgia c.S. Maria e carner » sont reconnus comme biens culturels suisses d'importance nationale.

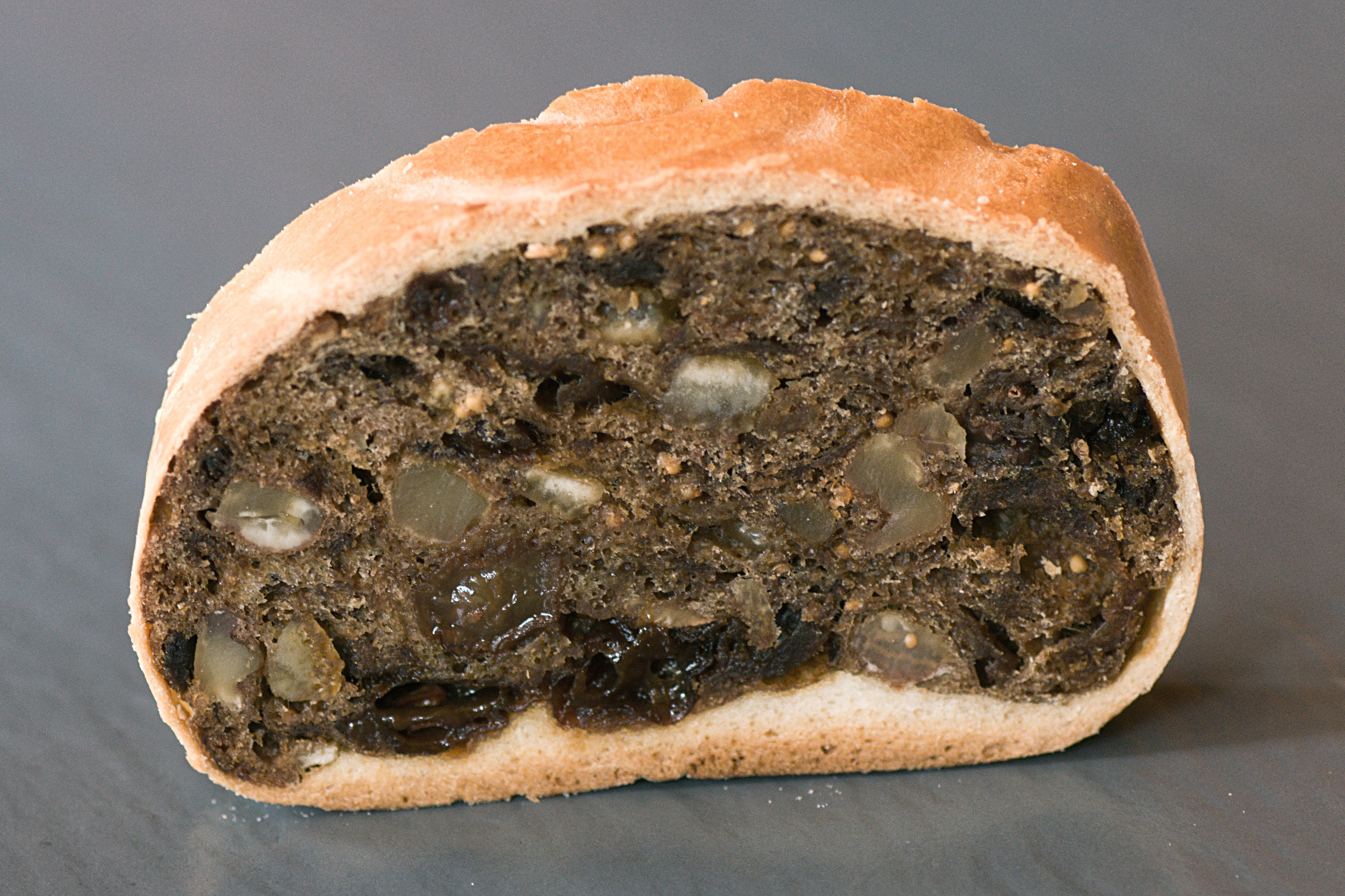
Pain aux poires de Vrin (Bündner Birnbrot)

## Histoire
Le 1er janvier 2013, la commune a fusionné avec Degen, Lumbrein, Morissen, Suraua, Cumbel, Vella et Vignogn pour former la nouvelle commune de Lumnezia.
Ce village est l'un des foyers du mouton des Grisons.